# Степпер

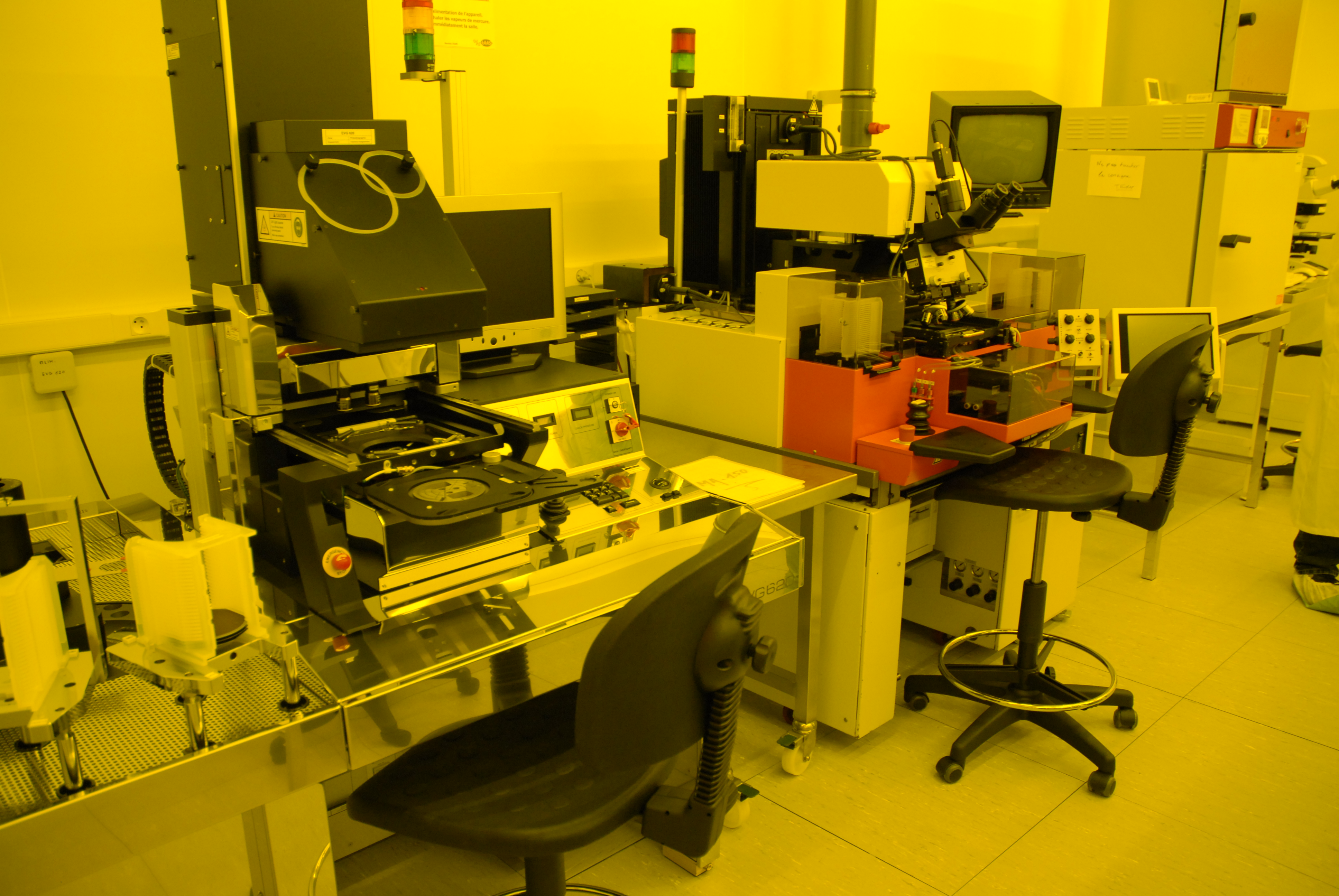
Два степпера (левый: EVG-620; правый: MA-150) в лаборатории LAAS-CNRS (фр.), Франция.

Степпер (англ. stepper) — литографическая установка (фотолитограф), использующаяся при изготовлении полупроводниковых интегральных схем. На них проводится важнейший этап проекционной фотолитографии — засветка фоторезиста через маску (принцип работы схож с диапроекторами и фотоувеличителями, однако степперы уменьшают изображение с маски (фотошаблона), обычно в 4—6 раз). 
В процессе работы степпера рисунок с маски многократно переводится в рисунок на различных частях полупроводниковой пластины.
Также могут называться «установки проекционного экспонирования и мультипликации», «проекционная система фотолитографии», «проекционная литографическая установка», «установка совмещения и экспонирования».
Своё название степпер (от англ. step — шаг) получил из-за того, что каждое экспонирование производится небольшими прямоугольными участками (порядка нескольких см²); для экспонирования всей пластины её передвигают шагами, кратными размеру экспонируемой области (процесс step-and-repeat). После каждого передвижения проводится дополнительная проверка правильности позиционирования.
Работа степпера над каждой полупроводниковой пластиной состоит из двух этапов:
- позиционирование
- экспонирование

Современные литографические установки могут использовать не шаговый, а сканирующий режим работы; они называются «сканнеры» (step-and-scan). Они при экспонировании передвигаются в противоположных направлениях и пластина и маска, скорость сканирования масок до 2000 мм/с, пластины — до 500 мм/с. Луч света имеет форму линии или сильно вытянутого прямоугольника (например использовались лучи с сечением 9×26 мм для экспонирования полей размером 33×26 мм).
В конце 2010-х ширина полосы засвета составляла около 24-26 мм, длина засвечиваемой области до 33 мм (требования ITRS — 26×33 мм для 193-нм оборудования). Типичные размеры маски — около 12×18 см, масштабирование в 4 раза.

## Интерфейсы
Для загрузки и выгрузки пластин и масок, современные степперы используют контейнеры стандартов SMIF и FOUP.

## Рынок
М. Макушин приводит следующие характеристики рынка литографического оборудования в 2010 году
|                                        | 2007 | 2008 | 2009 | 2010 |
| -------------------------------------- | ---- | ---- | ---- | ---- |
| Объём продаж, млрд долл.               | 7.14 | 5.39 | 2.64 | 5.67 |
| Отгружено установок, ед                | 604  | 350  | 137  | 211  |
| Средняя стоимость установки, млн долл. | 11.9 | 15.4 | 19.3 | 26.8 |

В среднем, стоимость установок растет экспоненциально с 1980-х годов, удвоение цены происходит каждые 4,5 года.

### Разработчики и производители степперов
Мировые лидеры:
- ASML (51 % в 2009 году, 43 % в 2008 году)
- Nikon (39 % в 2009 году, 29 % в 2008 году)
- Canon (9 % в 2009 году, 28 % в 2008 году)

Ранее степперы и сканеры выпускались также компаниями ASET, Cameca Instruments, Censor AG, Eaton, GCA, General Signal, Hitachi, Perkin-Elmer, Ultratech.
В СССР степперы выпускались в Минске. В 1971 году было образовано научно-производственное объединение "Планар" во главе с КБТЭМ. В 1973 году на "Планаре" был разработан первый степпер модели ЭМ-542. Белорусское ОАО "Планар" продолжает выпускать степперы для российских заказчиков